# Mentophilonthus lampropterus
Mentophilonthus lampropterus – gatunek chrząszcza z rodziny kusakowatych i podrodziny Staphylininae.
Gatunek ten został opisany w 1934 roku przez Maxa Bernhauera jako Philonthus lampropterus. Jako miejsce typowe wskazał on Kibumbę w Kivu. Do rodzaju Mentophilonthus przeniósł go w 1966 roku L. Levasseur. W 2009 roku Lubomír Hromádka dokonał redeskrypcji tego gatunku.
Kusak o ciele długości 8,5 mm. Głowa czarna z czarnobrązowymi głaszczkami. Czułki czarne z rozjaśnionymi nasadami członów II i III. Przedplecze czarne; w każdym z jego rowków grzbietowych po dwa punkty.  Pokrywy żółtobrązowe, gdzieniegdzie ciemno prześwitujące. Odwłok czarnobrązowy z jaśniejszym ósmym tergitem. Odnóża czarnobrązowe z żółtobrązowymi udami.
Chrząszcz afrotropikalny, znany z Demokratycznej Republiki Konga i Kenii.